# قصر بلكوارا
بلكوارا ويسمى اليوم المنقور: وهو قصر امر ببنائه الخليفة العباسي المتوكل على الله بين سنة (240-245ه‍/854-859م). وشيده في جنوب سامراء الحالية على بعد ستة كيلو مترات عنها. يطل هذا القصر على نهر دجلة في الجهة الشرقية خلف المطيرة. وانزل فيه ولده المعتز وهو لا يزال بناءه شاخصاً. مساحة هذا القصر تزيد على نصف مليون متر مربع.
ويحيط بالقصر سور ذو ابراج، مستطيل الشكل طوله (1250) متراً، يرتكز طرفه الجنوبي على جرف نهر دجلة الصخري الذي يبلغ ارتفاعه (25) متراً. وفي السور ثلاثة أبواب في منتصف أضلاعه الثلاثة الشمالي والشرقي والجنوبي، باستثناء واجهته المطلة على النهر. ويخترق البناء شارعان رئيسيان متقاطعان. ويشتمل على عدد من المنازل وثكنات الحرس والجند. وفي داخله حديقة واسعة مسورة يتوسطها حوض للماء. وعند حافة الحديقة مرفأ للسفن. قال عنه الشابشتي في كتابه الديارات: انه كان من أحسن أبنية المتوكل واجلها، وبلغت النفقة عليه عشرين ألف درهم. وقد تأثر في تصميماته بايوان كسرى.

## اسم القصر
اختلفت المراجع القديمة في كتابة اسم هذا القصر، فقيل: بر كوارا وبر كوار، وبلكوار وبز كوار وبر كوانا وبر كوان وبير كوار. واللفظة دخيلة، وقد فسرها الأستاذ عبد الحميد الدجيلي فقال: ان الكلمة فارسية، وضبطها الصحيح: بُزُر كوارا، أي القصر العظيم الكبير جداً. وقال ياقوت الحموي: (بز كوارا) اسم بيت بناه المتوكل في قصر له بسر من رأى. وقال في موضع آخر ان المتوكل: أنفق على (بر كوان) للمعتز عشرين ألف ألف درهم. وذكر الاستاذ حامد احمد الصراف: ان (كوارا) هو الهانيء أو الهنيء، وليس بزر كوارا، لان بزر كوارا من أسماء الله المعظمة عند الإيرانيين، فان الألف الموجودة وراء الراء هي ألف نداء، وليس من المعقول ان يسمي المتوكل قصره بلفظه يا أيها القصر الكبير.